# ドゥシャン・ジャモニャ

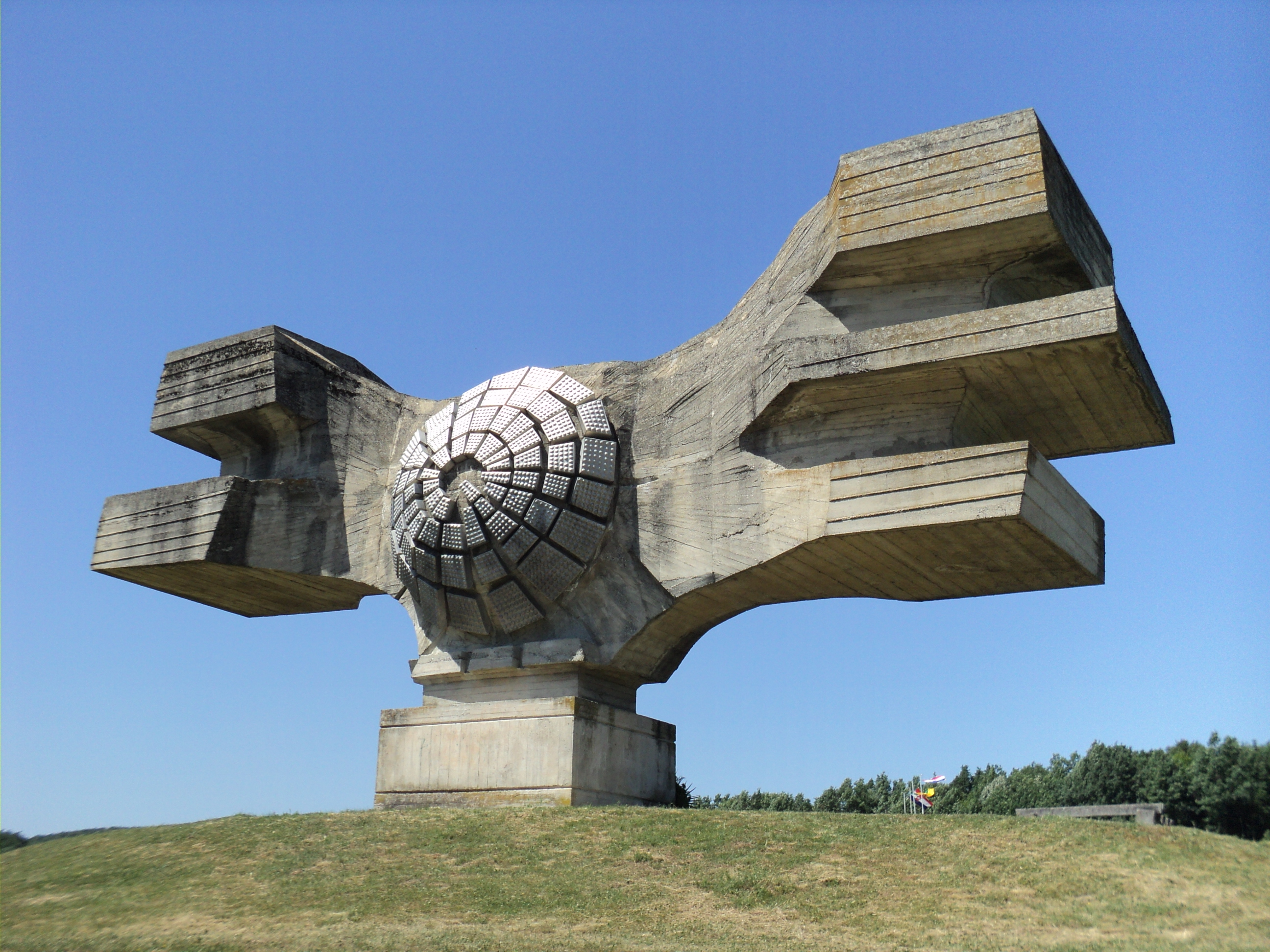
クロアチアのポドガリッチ(Podgarić)にあるモスラヴィナ人民革命記念碑

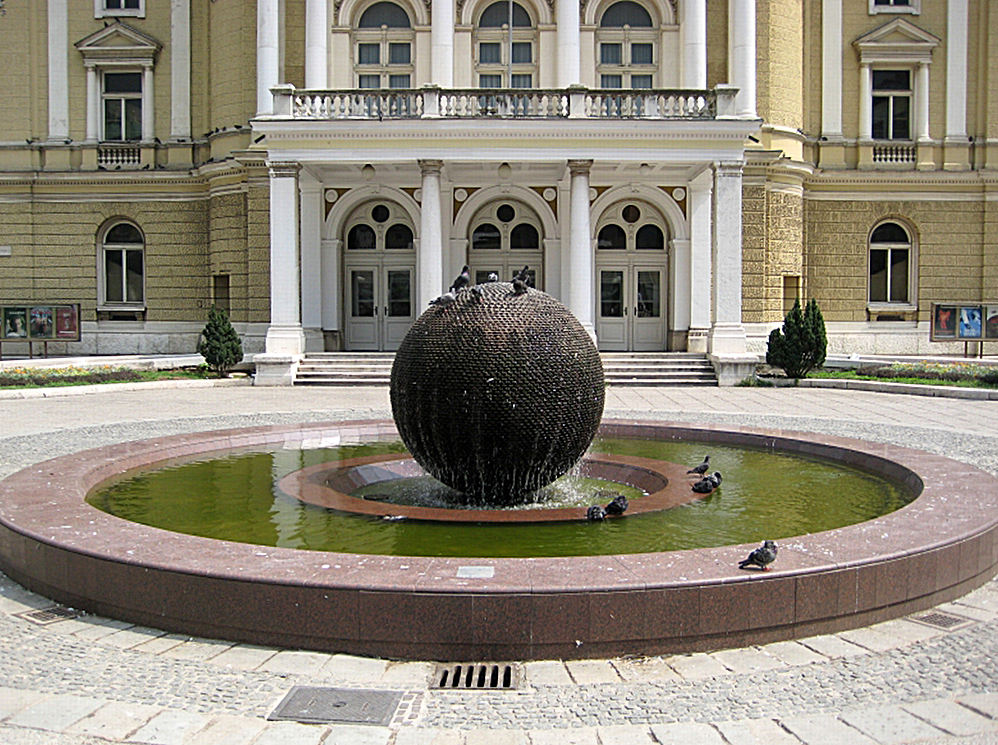
クロアチアのリエカにあるドゥシャン・ジャモニャの彫刻

ドゥシャン・ジャモニャ（クロアチア語:Dušan Džamonja、マケドニア語: Душан Џамоња、1928年1月31日 - 2009年1月14日）は、クロアチアの彫刻家。マケドニアのストルミツァの出身。旧ユーゴスラビア諸国に点在する第二次世界大戦の記念碑群「スポメニック」のいくつかをデザインしたことで著名である。
クロアチアのザグレブ大学のファインアート・アカデミーに通い、ヴァニャ・ラダウシュ、フラン・クルシニッチ、アントゥン・アウグスティンチッチなどの有名な彫刻家のもとで学んだ。1953年にはザグレブへとアトリエを建てた。その後の1970年からは同国のヴルサルに、1987年からはベルギーのブリュッセルのアトリエで活動を行っていた。
2009年1月14日、ザグレブにて80歳で心臓麻痺により亡くなった。